# Парк імені Ю. М. Лужкова
Парк імені Ю. М. Лужкова (раніше — «Садовники») — парк у Південному адміністративному окрузі міста Москва, в районі Нагатіно-Садовники. Становить собою упорядковану озеленену територію площею близько 34,5 гектарів.

## Історія
Парк «Садовники» був розбитий 1989 року, розташувавшись на місці великого пустиря вздовж проспекту Андропова. Його було відкрито як парк культури та відпочинку мешканців Червоногвардійського району Москви. 1999 року постановами уряду Москви парку присвоєний статус природного комплексу, він був включений в охоронну зону музею-заповідника «Коломенське». У 2005 році в центрі парку «Садовники» було розбито «Ризький сад», створений за ескізами та проєктами латвійських фахівців, елементи яких нагадують Ригу. У південній частині цього парку розташувалися стежки стилізовані під звивисті вулички Старої Риги, стіна облицьована каменем і прикрашена квітами, у північній частині — дитячі ігрові майданчики, два волейбольні поля, карусель і канатна дорога.
У травні 2013 року парк увійшов до складу ПКіВ «Кузьмінки» та перейшов у відання Об'єднаної дирекції «Мосміськпарк» та Департаменту культури міста Москви.
На початку 2014 року парк було оновлено. Побудовано тенісний корт, універсальний майданчик для волейболу, баскетболу, футболу, майданчик для пляжного волейболу, майданчик для настільного тенісу, майданчик для руханки, шаховий клуб, 3 дитячі майданчики для різного віку з сучасним ігровим обладнанням виробництва французької компанії. У тій частині парку, що прилягає до житлового масиву, розмістили місце для вигулу собак. У центрі парку було збудовано фонтанну площу з садовими терасами, пішохідним фонтаном та головним павільйоном. На терасах довкола водограю з'явився злаковий сад. Біля північного входу в парк відкрито великий бетонний скейт-майданчик площею 2750 квадратних метрів з пулом[що це?], сходами, гендрейлами[що це?], гранями та іншими фігурами для катання.
21 вересня 2021 року парк перейменували на честь мера Москви Юрія Лужкова (1936—2019) у зв'язку з 85-ми роковинами його народження.

## Галерея

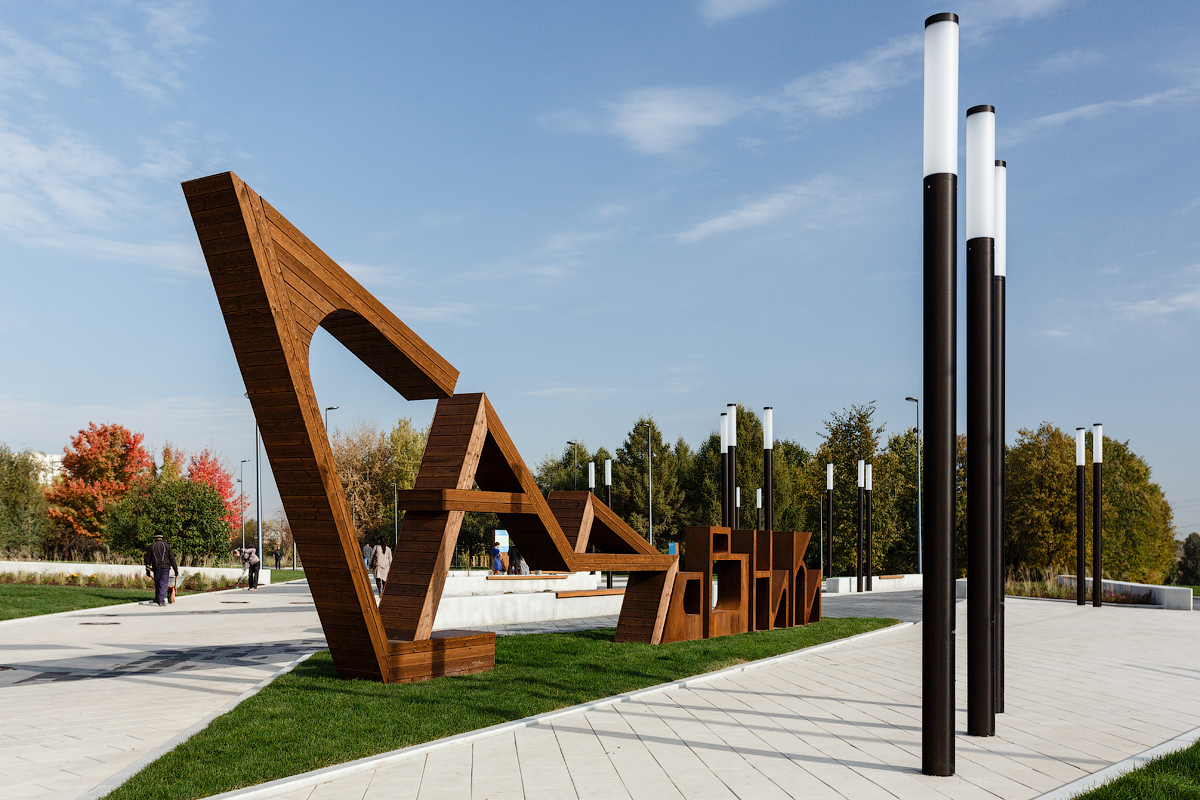
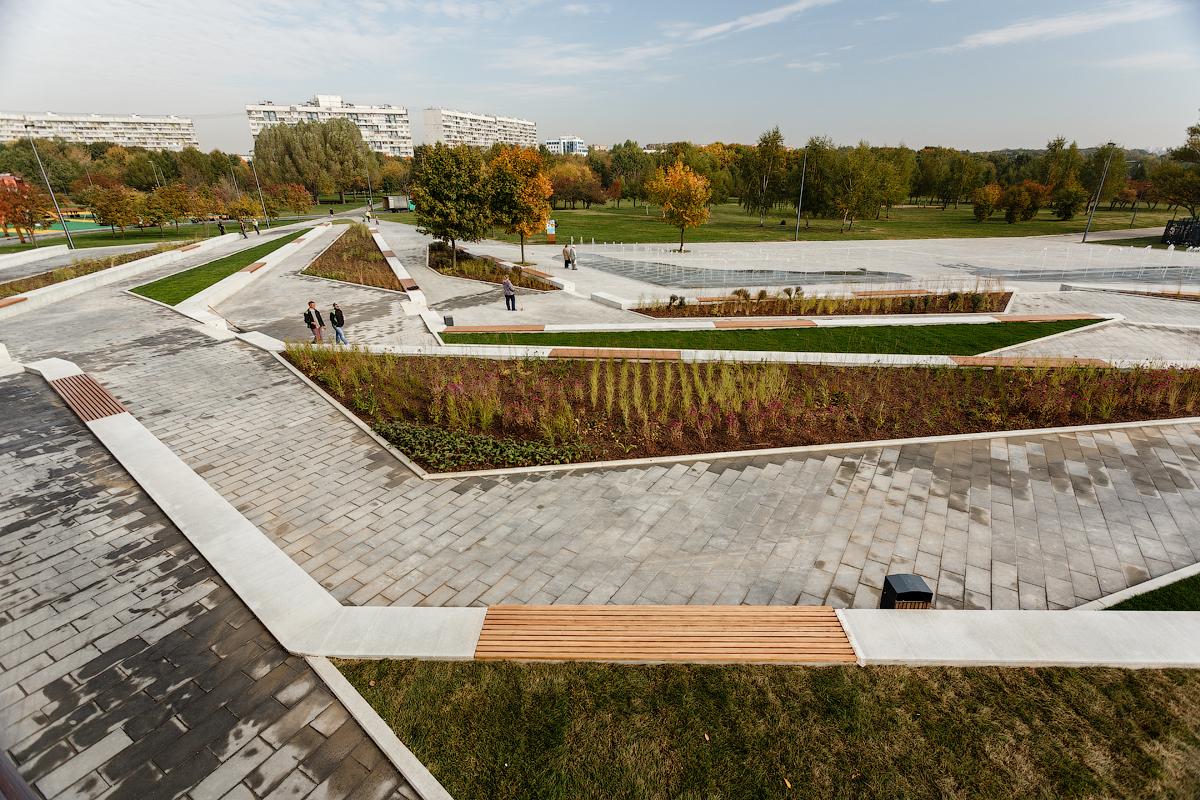
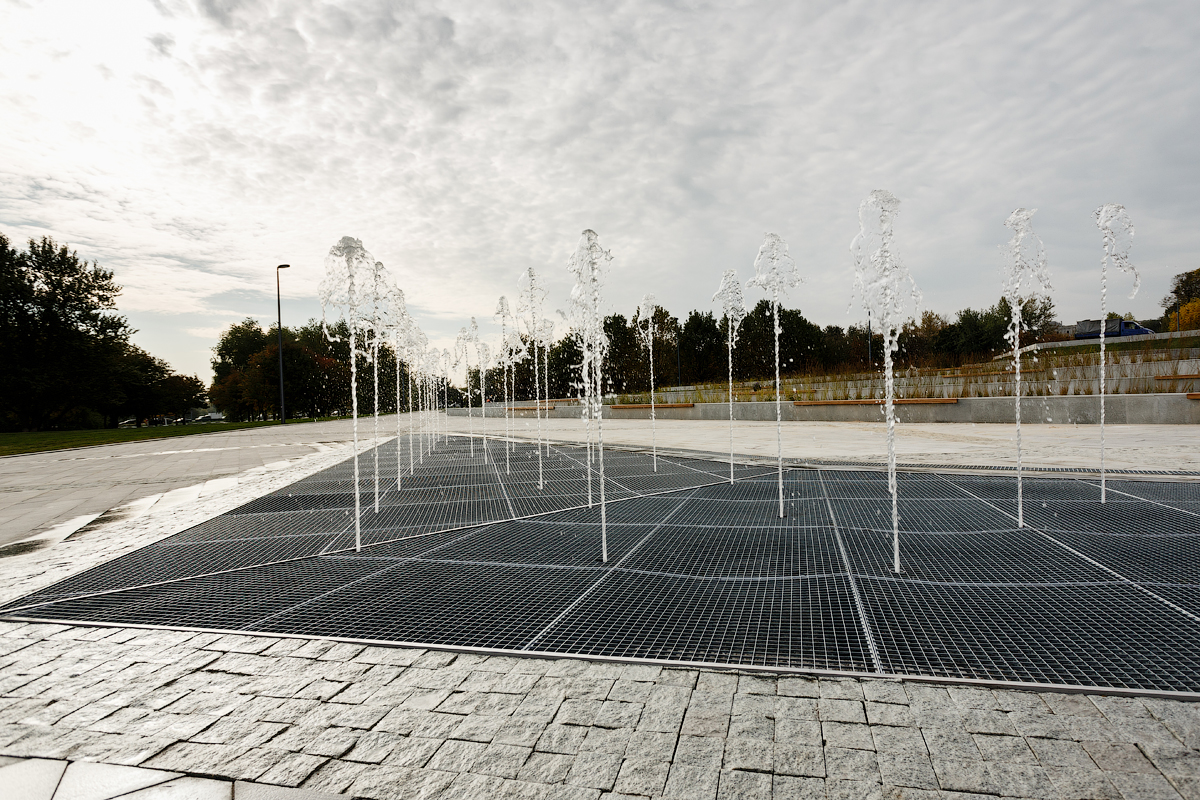
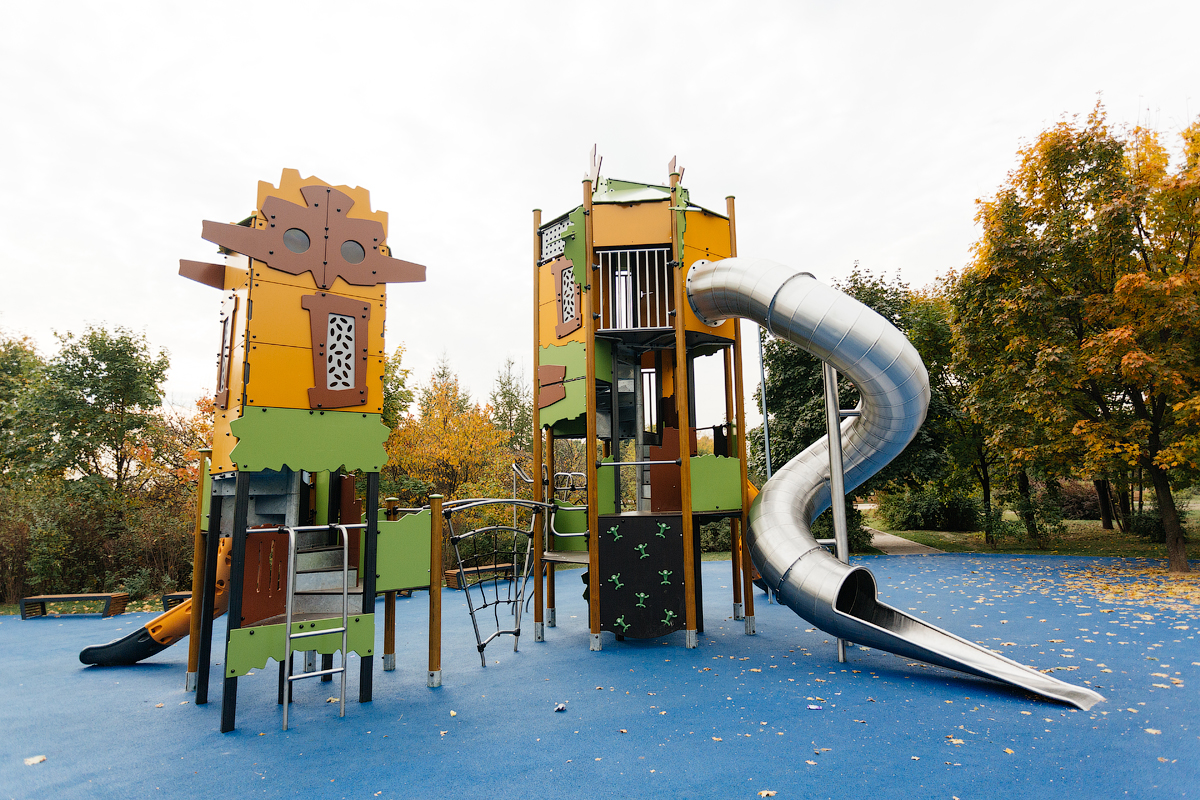
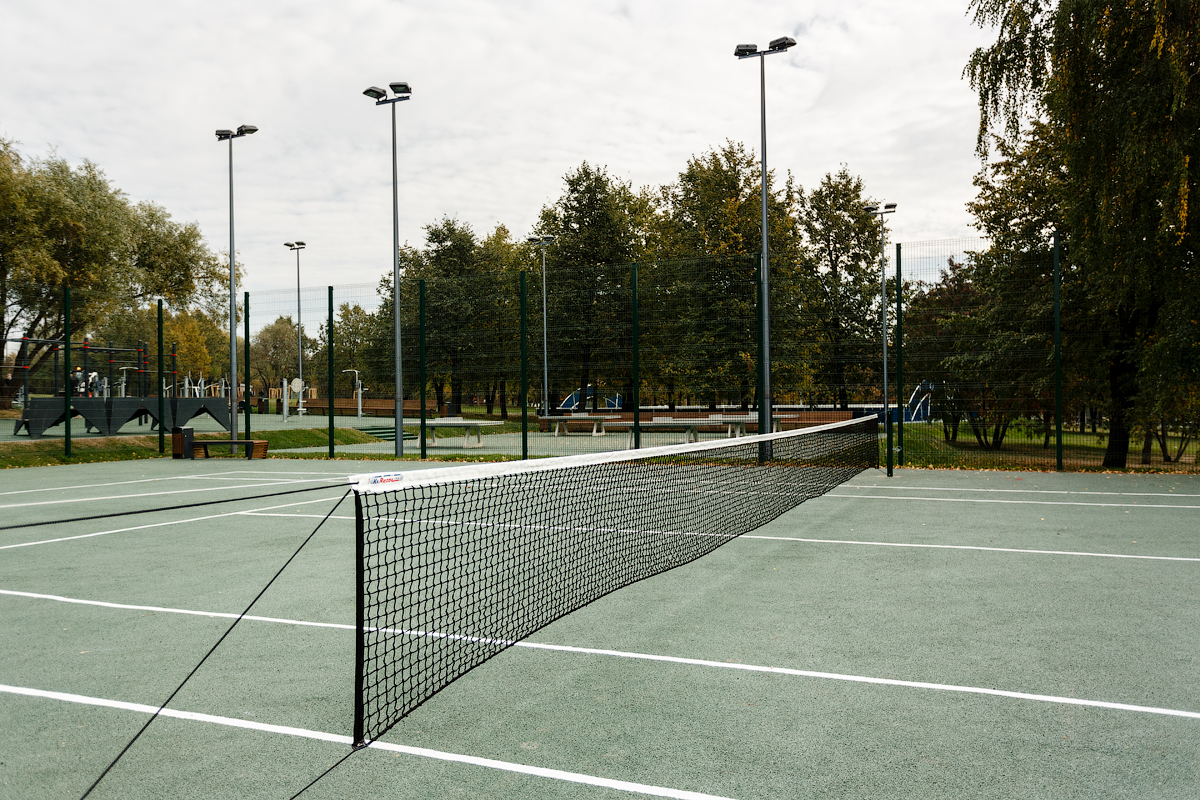
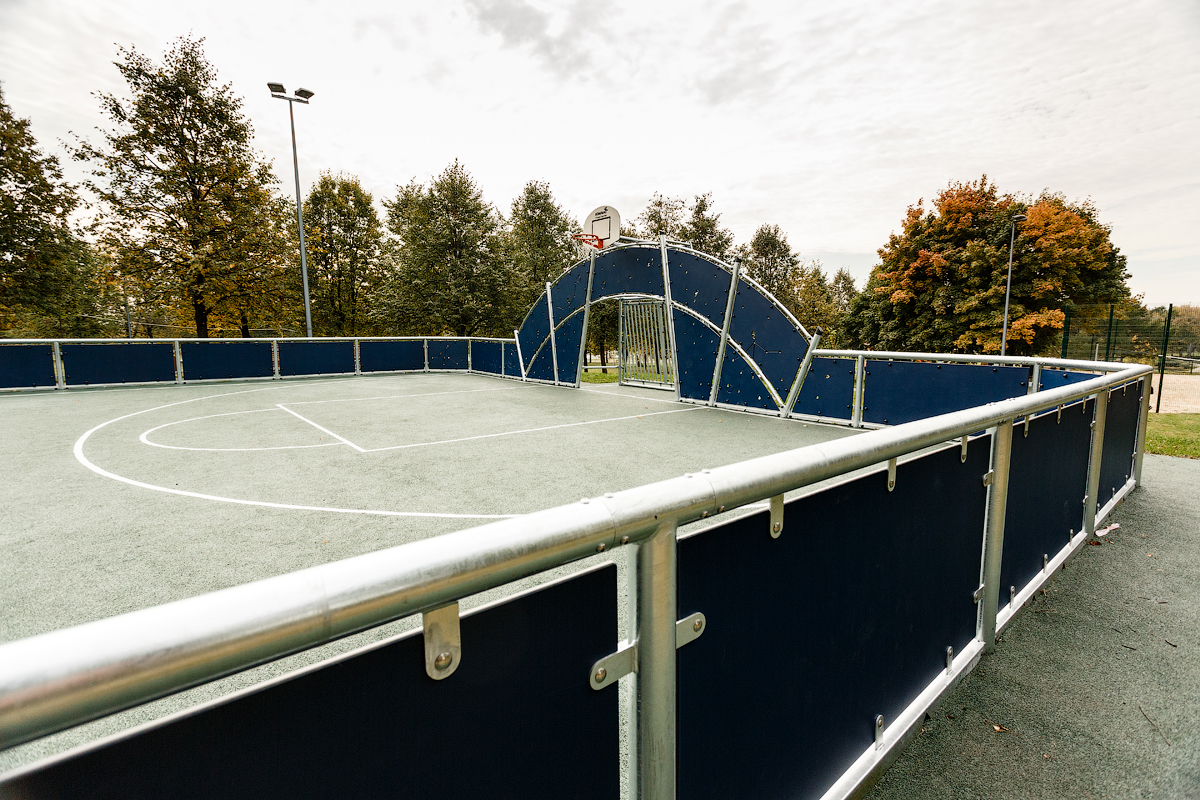
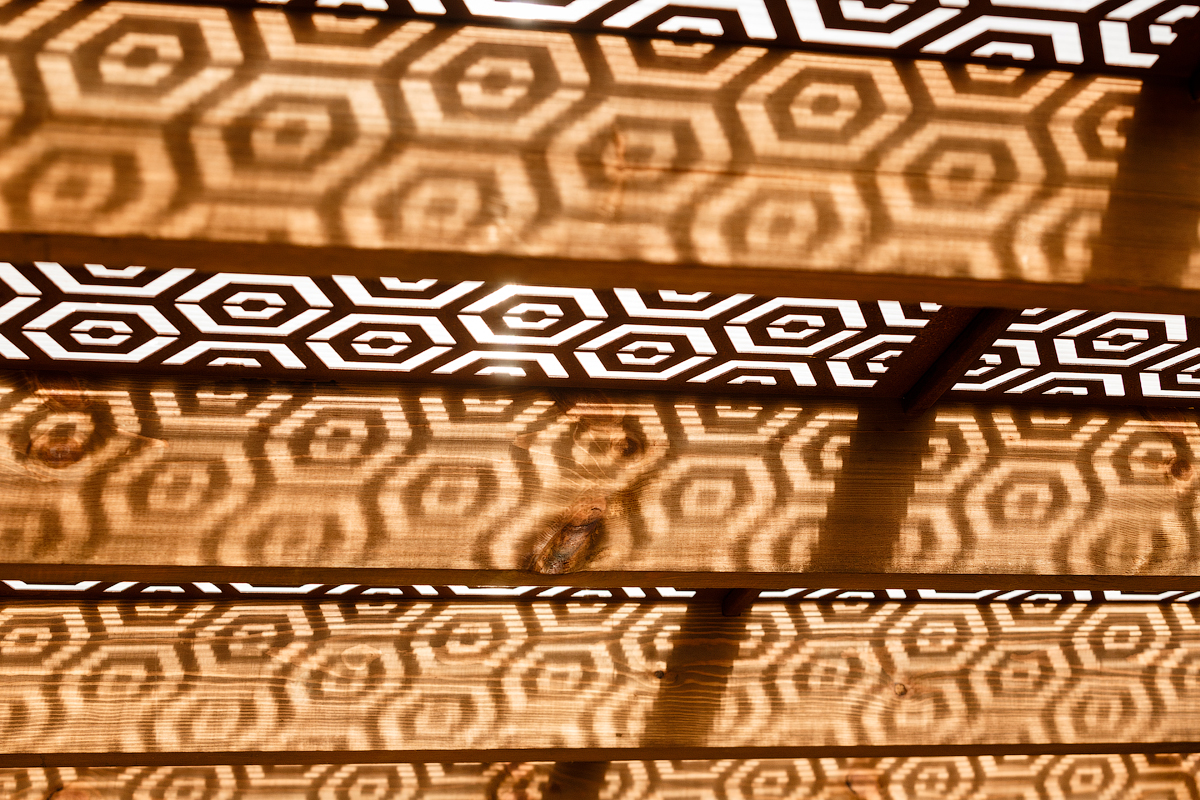
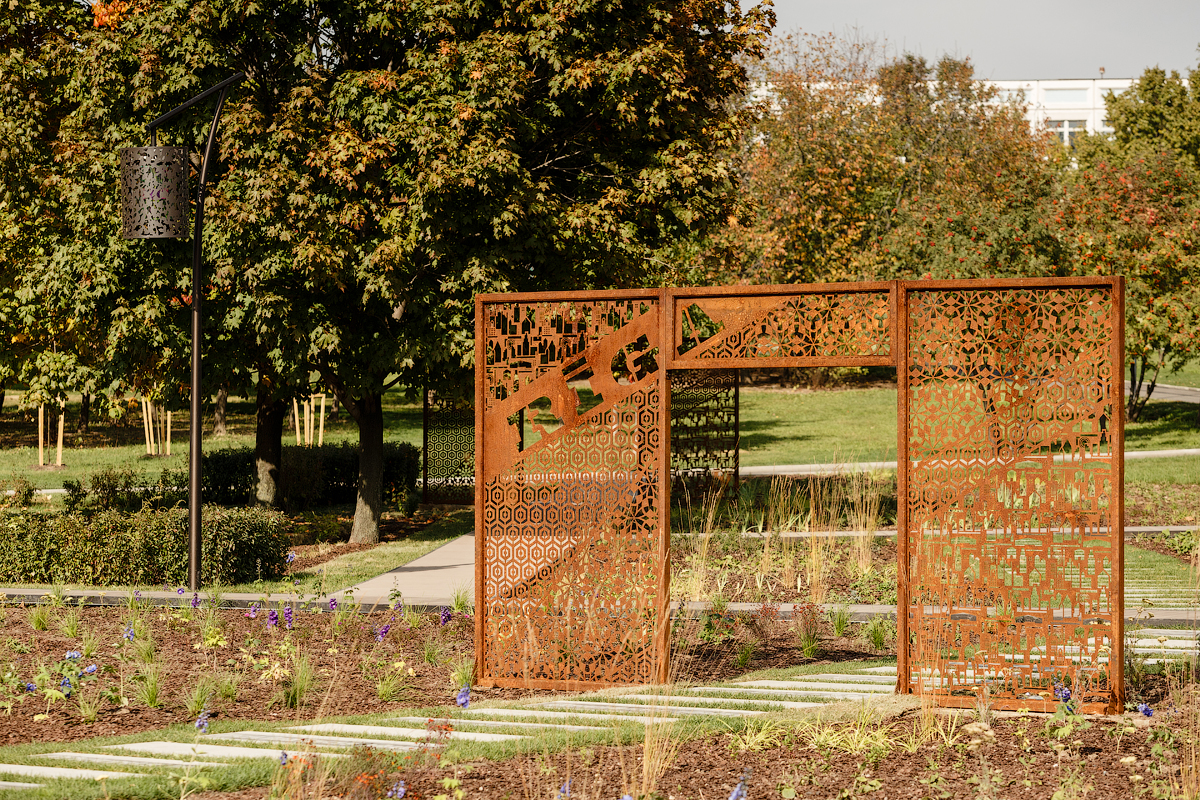
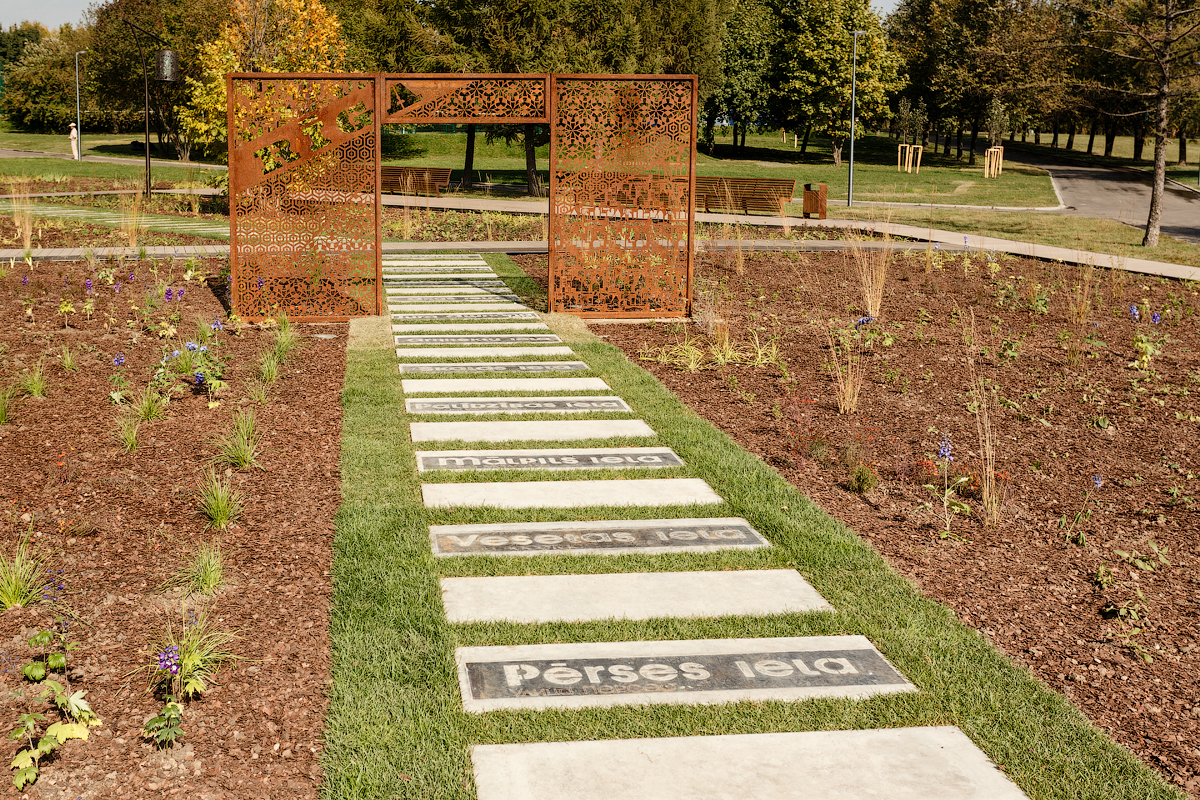
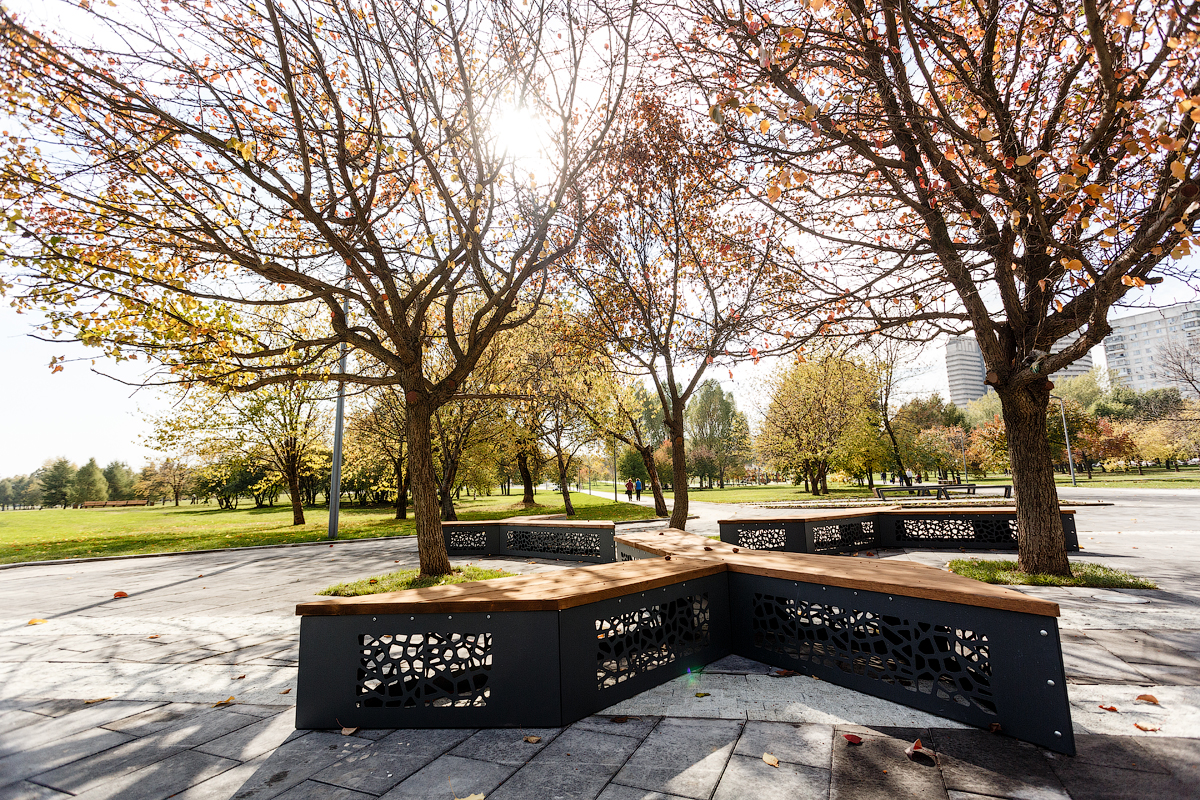
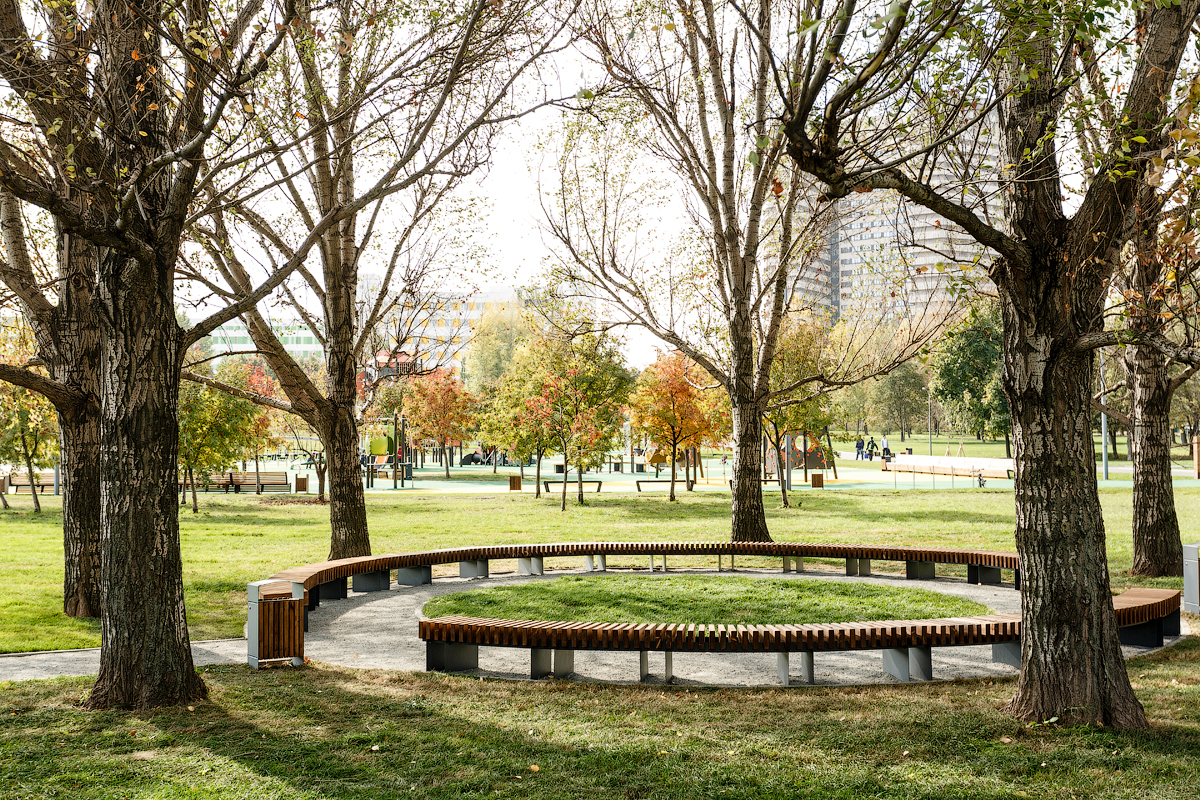
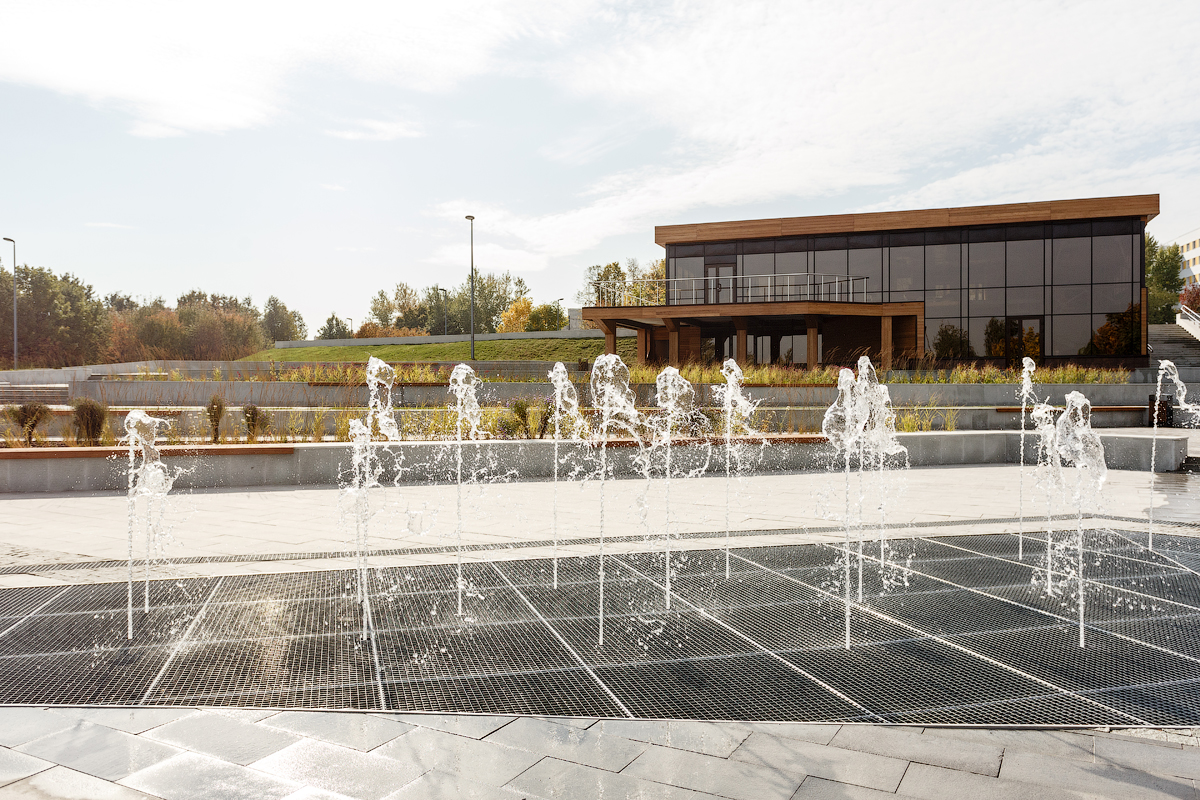
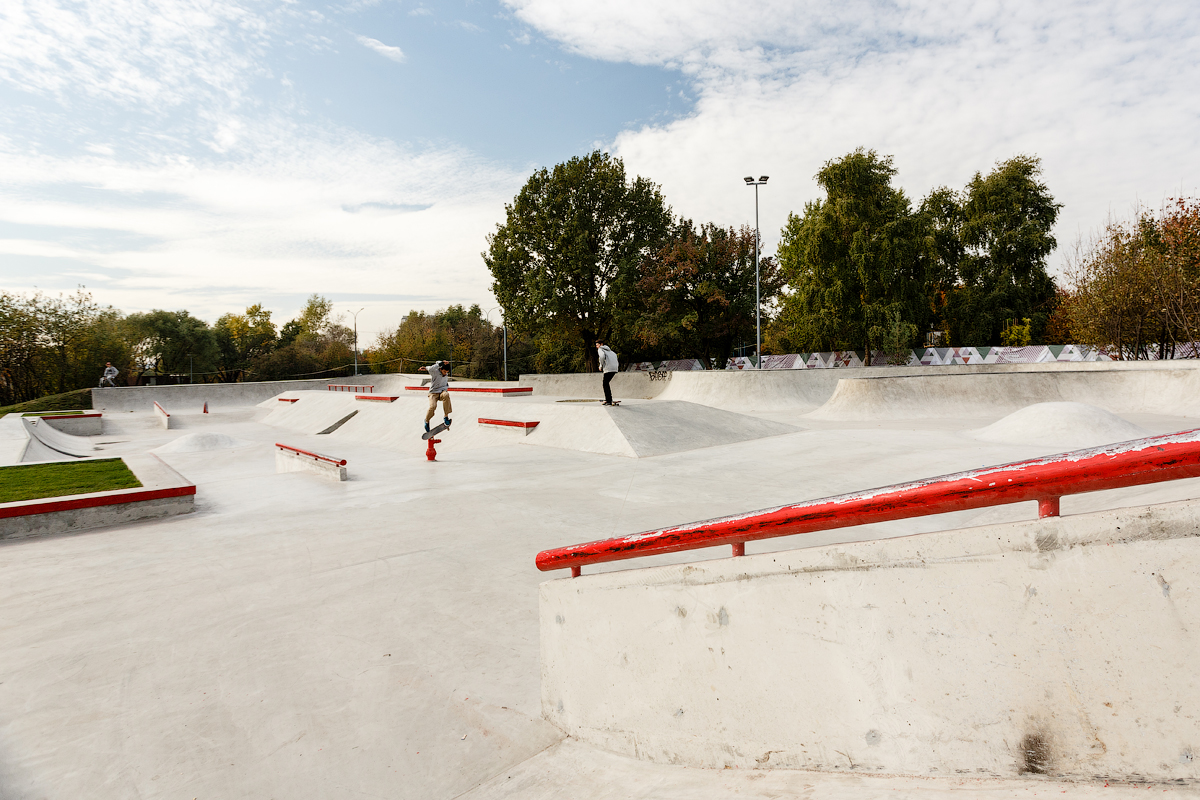
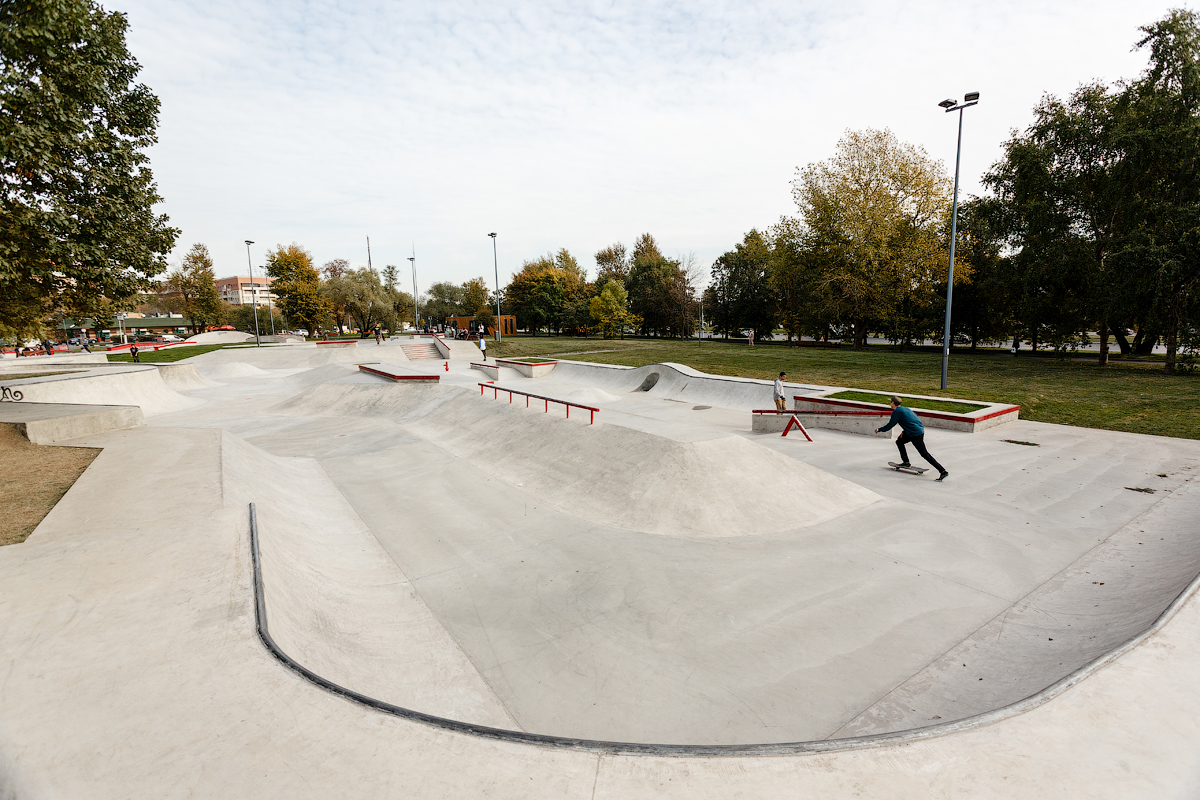

## Ризький сад
Сад у центральній частині Садовницького парку розбитий у 2006 році відповідно до двостороннього проєкту «Ризький сад у Москві — Московський сад у Ризі». Архітектурний проєкт саду розроблено фахівцями з Латвії. На 5 гектарах землі організована зона відпочинку з відповідним духом цієї прибалтійської республіки антуражем — з валунами, щогловими соснами, пішохідними доріжками, викладеними морськими каменями, стилізованими декоративними огорожами та вуличними ліхтарями.
Планування саду є спіраль, утворену доріжками, вписаними в еліпс. В результаті виходить стилізований контур ромашки — одного з національних символів Латвії. Центральна доріжка, мощена сірим каменем, подібна до Даугави, що протікає через Ригу. Сад має регулярну структуру та відбиває міські особливості латвійської столиці. Доріжки, стежки та живоплоти з кизильнику нагадують план старої Риги. Конструкції, стилізовані під вежі ризьких церков, ще більше підкреслюють колорит стародавнього міста. А пагорб з південного боку з двометровою підпірною стінкою нагадує міські вали, що колись оточували місто. У малюнку металевих конструкцій використовуються ризькі мотиви. Створені квітники з багаторічних рослин, де переважають різні дикорослі трави. Покриття доріжок виконано у латвійському стилі, з використанням дерева. Одна з доріжок саду викладена плитами, на яких латиською мовою написані назви вулиць міста Рига.